# Ґриффіт Дж. Ґриффіт
Ґриффіт Дженкінс Ґриффіт (4 січня 1850 — 6 липня 1919) був американським промисловцем і філантропом валлійського походження. Накопичивши значні статки від шахтарського синдикату в 1880-х роках, Ґриффіт пожертвував ділянку площею 1220 га місту Лос-Анджелес, яка стала Ґриффіт-парком, а також заповів гроші на будівництво грецького театру та обсерваторії Ґриффіта у парку. Враження від суспільної спадщини Ґриффіта було зіпсоване його сумнозвісним злочином — він стріляв у дружину в 1903 році і відсидів рік і дев'ять місяців у в'язниці.

## Життя

### Кар'єра і благодійність
Ґриффіт Дж. Ґриффіт народився 4 січня 1850 року в Беттусі, Ґламорґаншир у Валлії. Він іммігрував до Сполучених Штатів у 1865 році, оселившись в Ешленді, штат Пенсільванія. У 1873 році він переїхав до Сан-Франциско, штат Каліфорнія, і став менеджером Herald Publishing Company. У 1887 році він одружився з Мері Аґнес Крістіною Месмер (1864—1948), дочкою раннього поселенця з Лос-Анджелеса та бізнесмена Луїса Месмера.
У 1878 році Ґ. Дж. Ґриффіт став гірничим кореспондентом газети «Альта Каліфорнія», яка видавалася в Сан-Франциско. Як репортер, він отримав широкі знання про гірничодобувну промисловість на тихоокеанському узбережжі та в Неваді, що сприяло його роботі в різних гірничих синдикатах. Як фахівець з гірничої справи, Ґриффіт придбав немалий статок.
У 1882 році Ґриффіт переїхав до Лос-Анджелеса і придбав приблизно 1600 га мексиканського земельного гранту Ранчо Лос-Феліс. 16 грудня 1896 року Ґриффіт і його дружина Крістіна подарували 1220 га Ранчо Лос-Феліс містові Лос-Анджелесу для використання під громадський парк. Ґриффіт назвав це «різдвяним подарунком». Прийнявши пожертву, влада міста видала розпорядження назвати ділянку парком Ґриффіта на честь жертводавця.
«Це має стати місцем відпочинку та розслаблення для мас, курортом для рядових людей, для простих людей», — сказав Ґриффіт міській раді Лос-Анджелеса, даруючи землю. «Я вважаю своїм обов'язком зробити Лос-Анджелес щасливішим, чистішим і кращим містом. Я хочу таким чином віддати свій борг громаді, в якій я процвітав».
Пізніше Ґриффіт пожертвував ще 400 га вздовж річки Лос-Анджелес.

### Злочин
Під час відпустки в Санта-Моніці 3 вересня 1903 року Ґриффіт вистрілив у свою дружину Тіну Месмер Гріффіт у президентському номері готелю Arcadia, коли вона стояла перед ним на колінах. Постріл не вбив її, але вона залишилася спотвореною та втратила праве око. Ґриффіта звинуватили в збройному замаху з метою вбивства. Обвинувачення очолив Генрі Т. Ґейдж, колишній губернатор Каліфорнії. Ґриффіта захищав адвокат Ерл Роджерс, чий перехресний допит місіс Ґриффіт показав, що її чоловік, який, взагалі-то, вважався прихильником цілковитої тверезості, насправді був потаємним п'яницею, схильним до параноїдальних марень. Ґриффіта було засуджено за меншим звинуваченням — як за напад із застосуванням зброї. Суддя засудив його до двох років ув'язнення в державній в'язниці Сан-Квентін і штрафу в розмірі 5000 доларів, вказавши, що йому нададуть «медичну допомогу для виведення зі стану алкогольного божевілля». Ґриффіт був ув'язнений з 5 квітня 1905 року до 6 грудня 1906 року.
4 листопада 1904 року, коли він перебував у в'язниці, місіс Ґриффіт отримала дозвіл на розлучення через жорстокість, і отримала опіку над їхнім 16-річним сином Ванделлом. Суд також заявив, що Ґ. Дж. Ґриффіт заплатить за навчання свого сина в Стенфордському університеті. Судове рішення було прийнято за рекордні чотири з половиною хвилини.

### Подальше життя
Ґ. Дж. Ґриффіт був звільнений з в'язниці 3 грудня 1906 року, відсидівши майже два роки. Його поведінку в колонії назвали зразковою. Ґриффіт повернувся до Лос-Анджелеса і почав читати доповіді про тюремну реформу.
У грудні 1912 року Ґриффіт запропонував Лос-Анджелесу другий «різдвяний подарунок» у вигляді Грецького театру та Залу науки, які мали бути побудовані його коштом у Ґриффіт-парку. Цю пропозицію прийняла міська рада, але члени паркової комісії виступили проти та подали позов до суду, щоб заблокувати пожертву. Ґриффіт залишив пропозицію у заповіті. Помер від хвороби печінки 6 липня 1919 року. Більшу частину його маєтку в 1,5 мільйона доларів було заповідано місту для будівництва Грецького театру (1929) і обсерваторії Ґриффіта (1935). Він похований на кладовищі Голлівуд-Форревер в Лос-Анджелесі в північній частині Секції 7, також відомої як «Галявина Ґриффіта». Стоячи збоку від його обеліска і дивлячись на північ, можна побачити обсерваторію Ґриффіта.
Ґриффіт використовував титул полковника, але офіційних записів про військову службу, які б підтверджували це звання, не знайдено. Факти свідчать про те, що єдиним військовим званням, яке він коли-небудь мав, було майор навчання стрільби з рушниці у Національній гвардії Каліфорнії.

## Додаткові зображення
|                                         |
| Свідоцтво про одруження Ґриффітів, 1887 |

|                                              |
| Ґриффіт Дж. Ґриффіт вистрілив дружині в лице |

|                                                      |
| Тіна Месмер, закрита щільною вуаллю, свідчить у суді |

|                                                                          |
| Ґриффіт Дж. Ґриффіт на в'язничному фото з тюрми San Quentin State Prison |

|                                                |
| Некролог у LATimes: Death Claims G.J. Griffith |

|                                          |
| Ґриффіт Дж. Ґриффіт свідоцтво про смерть |